# San Cristóbal Ecatepec de Morelos
San Cristóbal Ecatepec de Morelos este un oraș din statul mexican México și sediul municipalității Ecatepec de Morelos. Cele două entități administrative, deși diferite în realitate, sunt cunoscute doar sub numele de "Ecatepec", care este derivat din Nahuatl în care semnifică "colină vântoasă". Ecatepec este un nume alternativ sau o invocație a zeului Quetzalcoatl, în timp ce numele de Morelos este numele de familie al lui José María Morelos, unul din eroii Războiului mexican de independenţă.

## Orașul San Cristóbal Ecatepec
Orașul aproape coincide cu municipalitatea întrucât populația de 1.687.549 de locuitori reprezintă peste 99.9% din populația totală a municipalității de 1.688.258.
"San Cristobál" (Sfântul Cristian) este sfântul patron al orașului, a cărui celebrare este pe ziua de 25 iulie a fiecărui an.